# Oberkochen
Oberkochen város Németországban, Baden-Württemberg tartományban, Ostalb megyében.

## Fekvése
Stuttgarttól 70 km-re keletre, Ulm-tól 60 km-re északra fekvő település.

## Története
Oberkochen nevét 1335-ben említették először, 1968-tól város.
A 14. században területe két részre oszlott; nagyobbik része az Ellwagen, kisebbik része pedig a Königsbronn kolostorhoz tartozott. 1536-1553 között megosztottságából kifolyólag egyik része a Lutheri reformáció hatása alá került, míg másik része katolikus maradt.
A második világháború után itt alakították ki az 1856-ban Jénában alapított Carl Zeissről elnevezett Optikai Társaság székhelyét. Míg a háború után a társaság egyik része a Németország keleti részén megalakult NDK-ban fekvő Jénában maradt, addig a nyugati rész székhelye a Nyugat-Németországba eső Oberkochen lett.

## Nevezetességek
- Carl Zeiss Optikai múzeum és kiállítási központ.

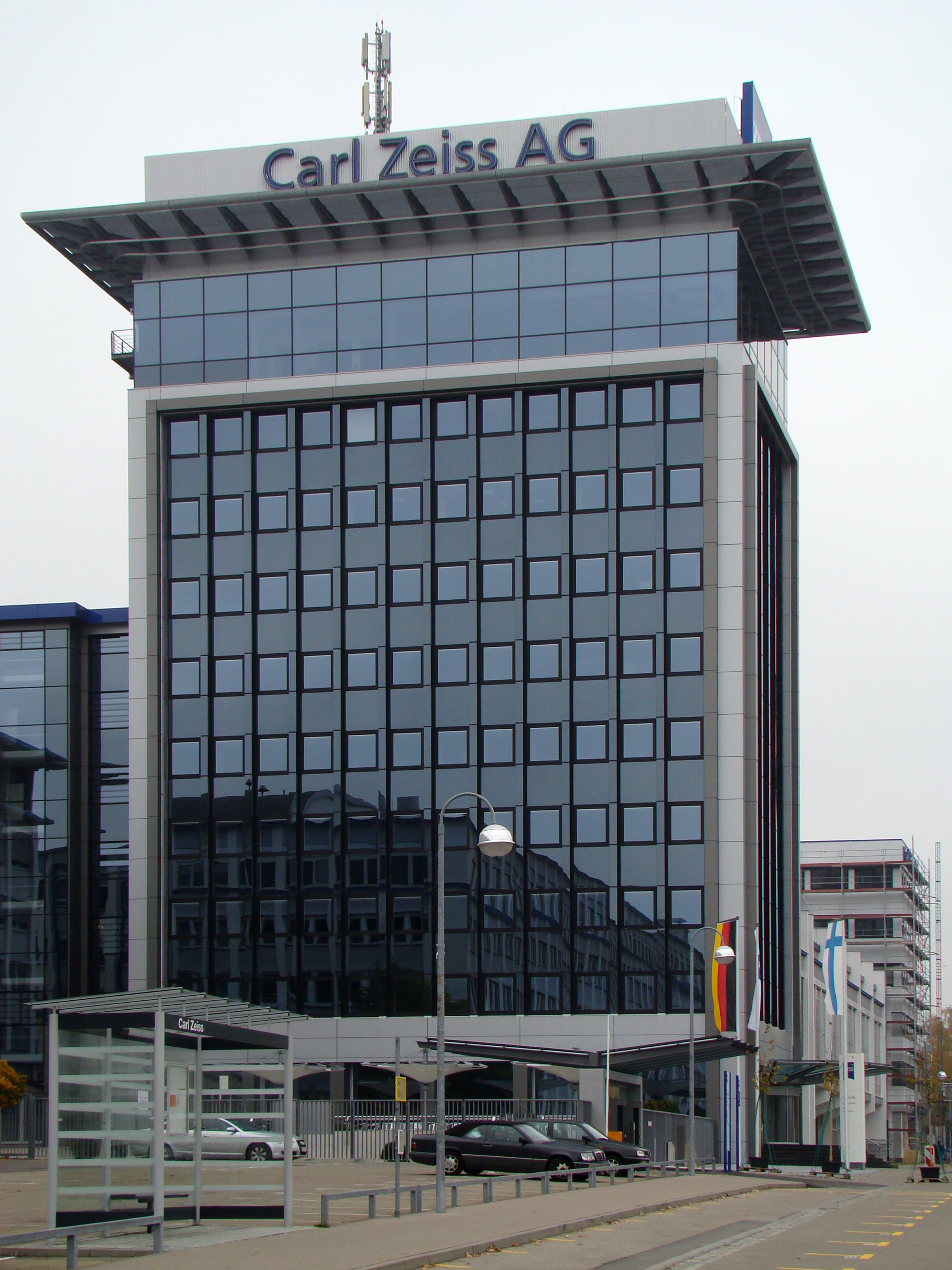
A Carl Zeis Optikai Művek központi épülete Oberkochenben

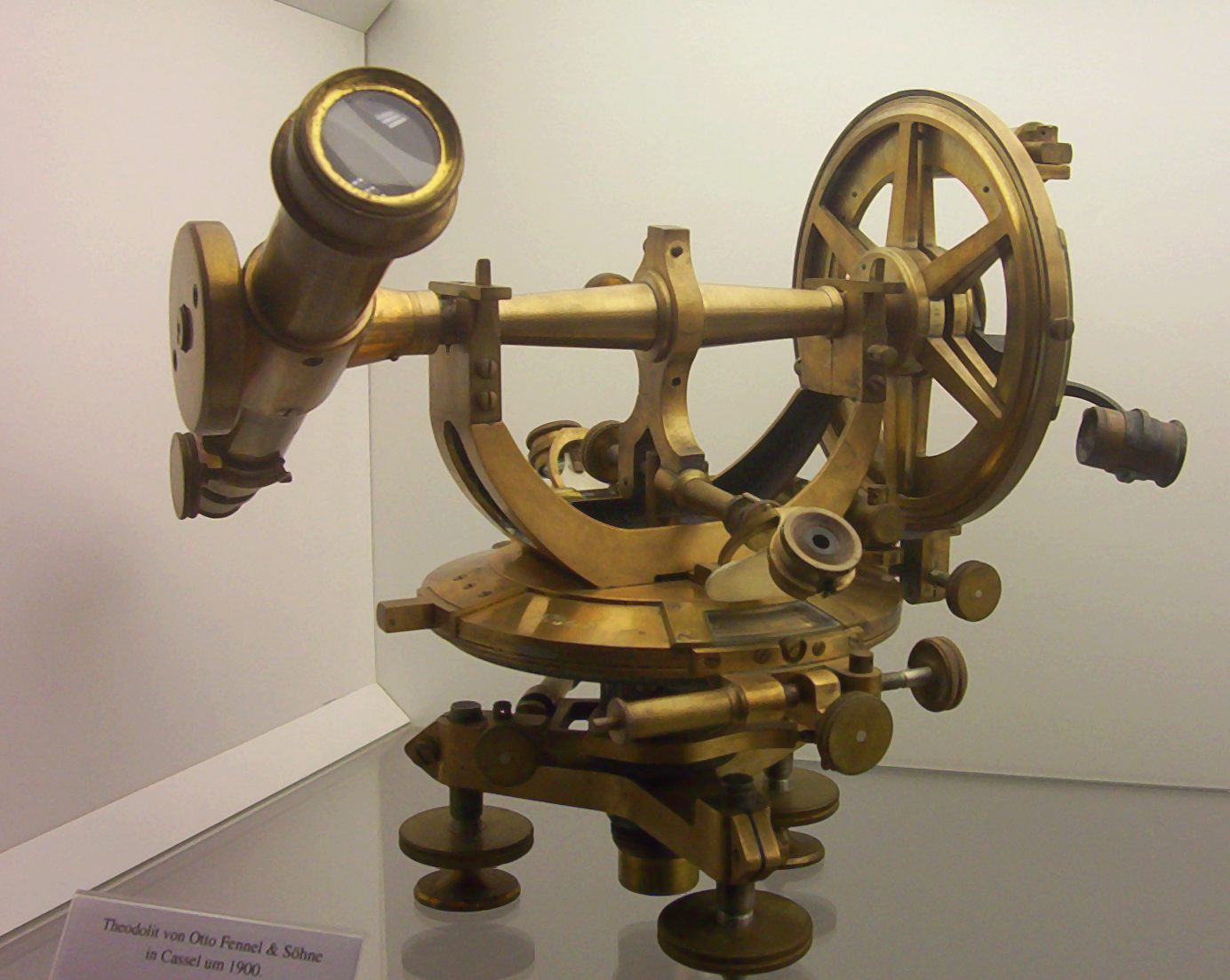
A Teodolit képe az optikai múzeumból